# 基督科學教會香港第一分會
22°16′31″N 114°09′28″E / 22.27528°N 114.15778°E

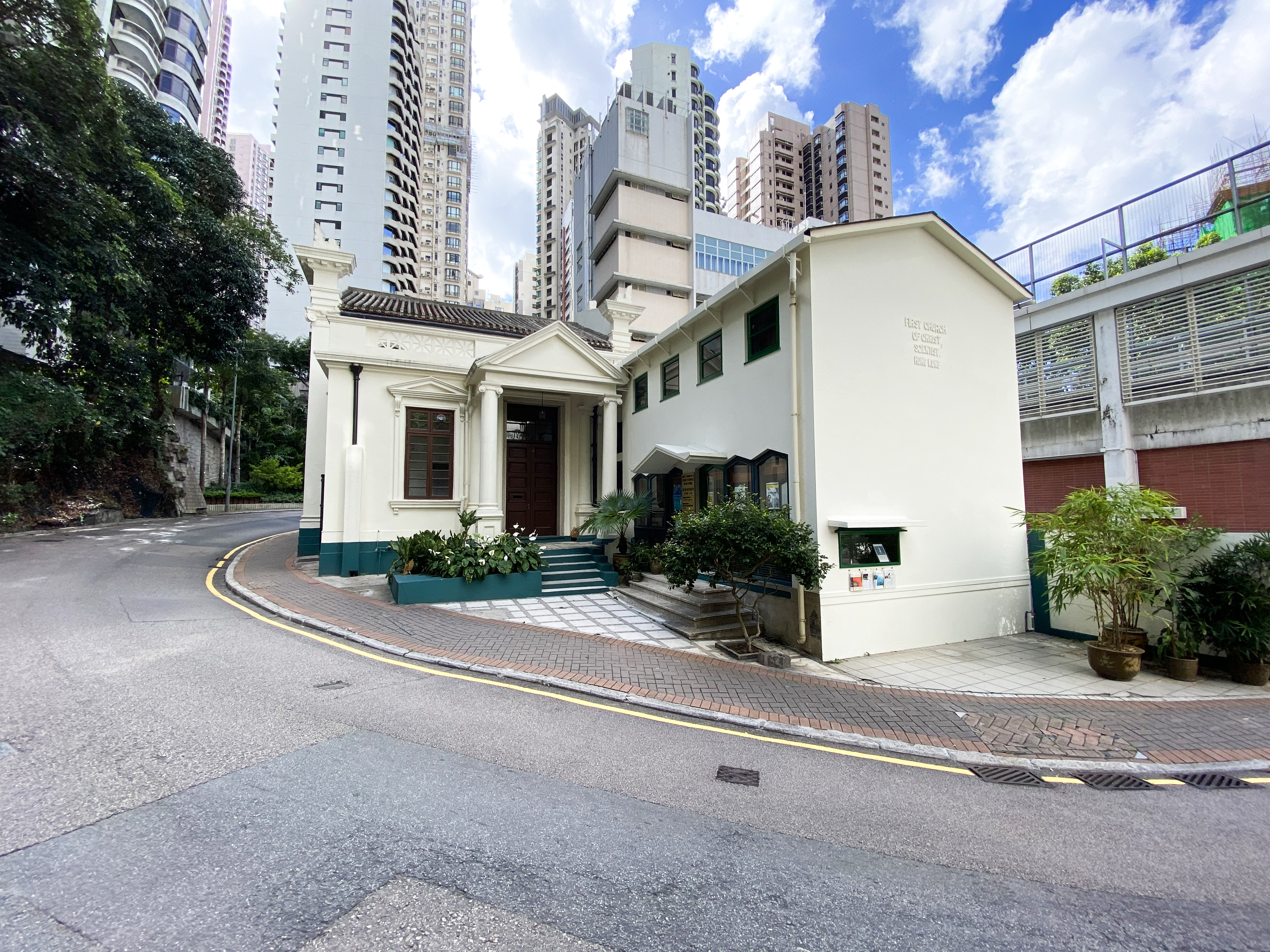
基督科學教會香港第一分會入口

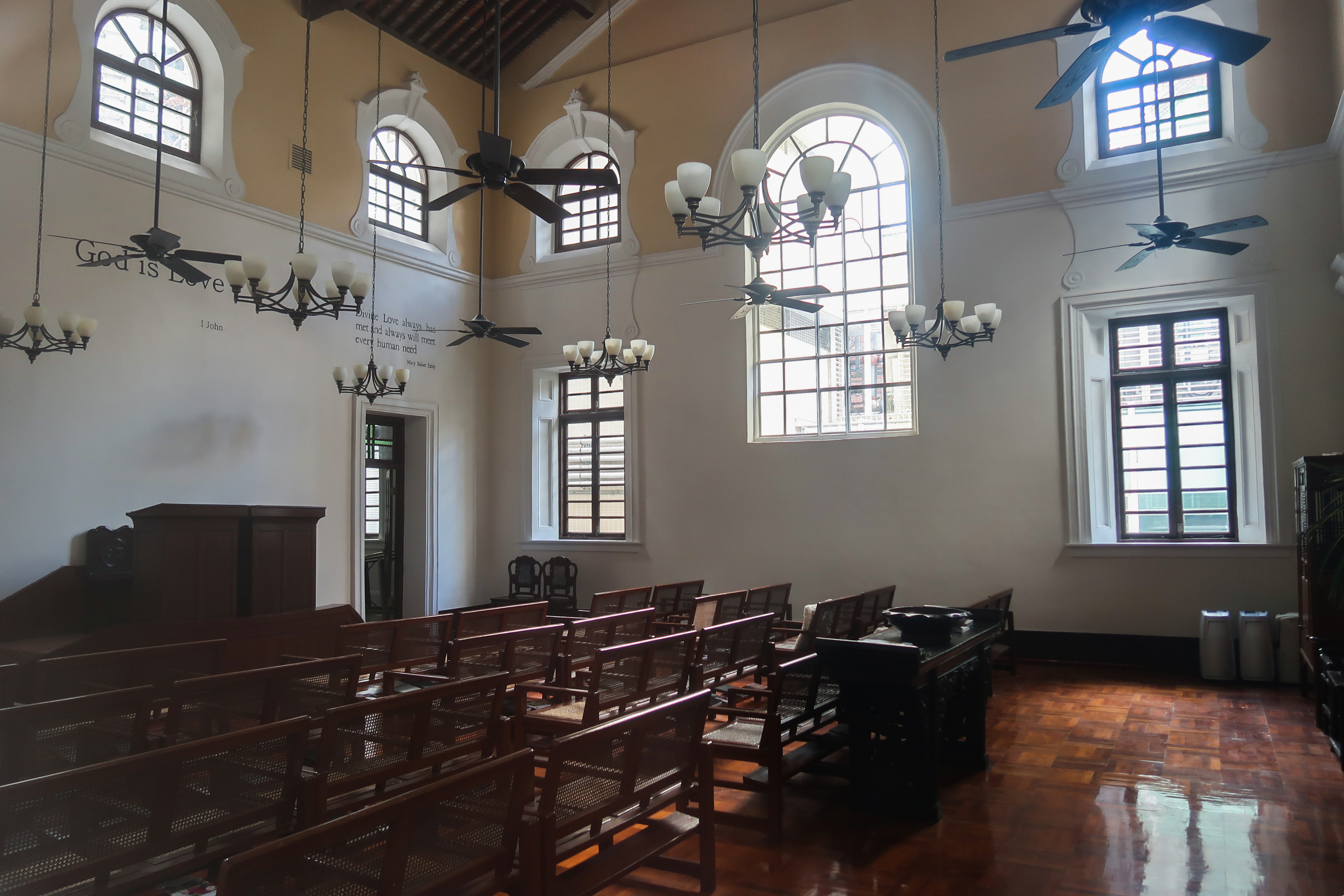
基督科學教會香港第一分會內貌

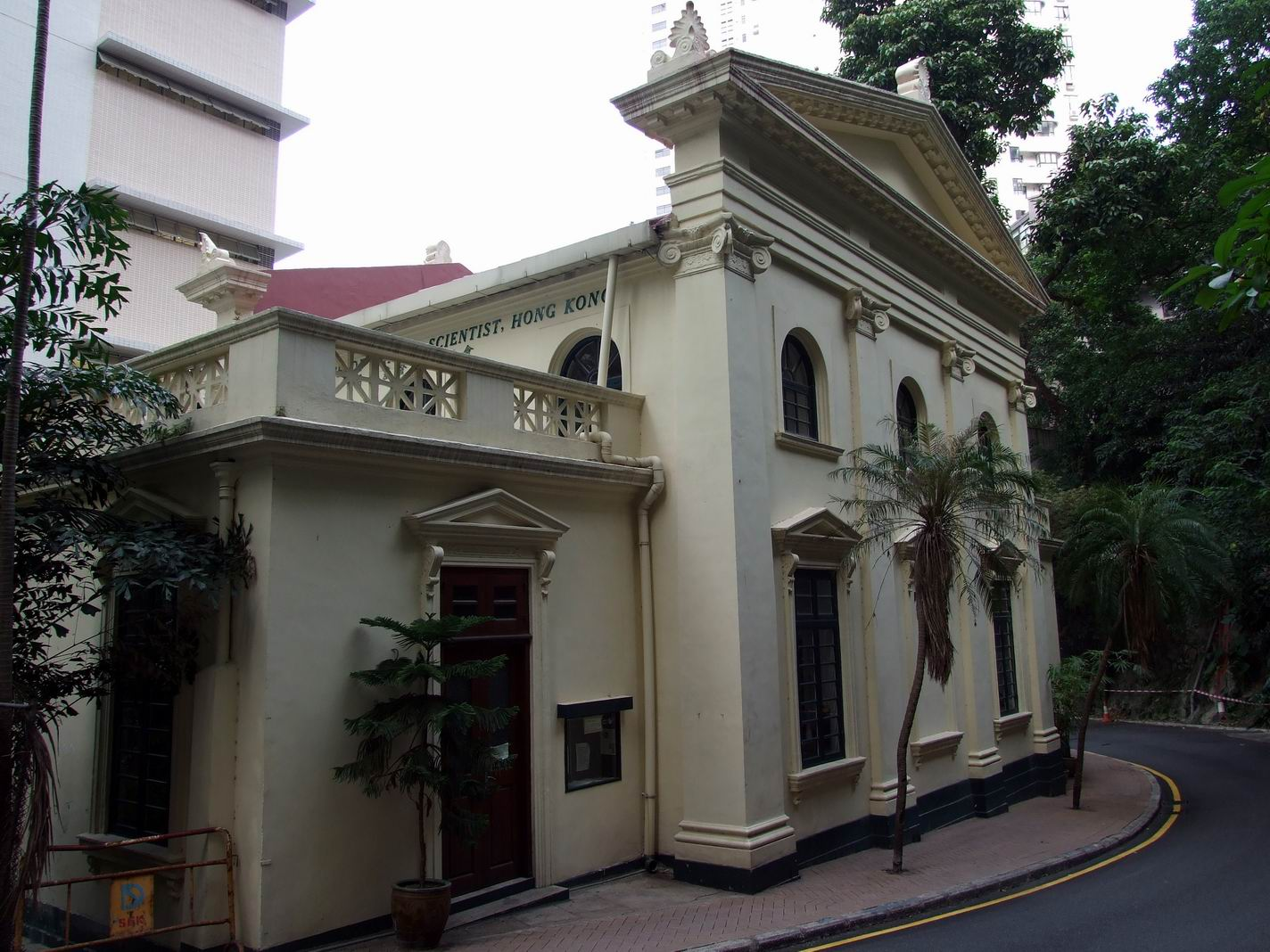
基督科學教會香港第一分會左方平台

基督科學教會香港第一分會（The First Church of Christ Scientist, Hong Kong）是香港一所歷史悠久的基督科學教會教堂，位於香港島中環麥當奴道31號，現已被列為香港二級歷史建築。

## 歷史及結構
基督科學教會香港第一分會教堂於1912年建成，由基督科學教會興建，是香港及亞洲的第一分會。第二次世界大戰期間被徵用改為馬廐，戰後重修，並於1956年加建翼樓，此後至今並未有重大改動。該建築樓高兩層，屋頂中央呈金字塔形，入口有典雅的石柱及門廊。
1995年「衛奕信勳爵信托」撥款15萬元進行修葺教堂大樓整個山牆頂蓋瓦屋頂，連東西兩面的平台屋頂範圍。1999年再撥款53萬元修葺、修復及翻新教堂室外範圍並重新髹漆及重鋪室內所有電力元件的線路。

## 外部連結
- 中西區文物徑 （页面存档备份，存于）